# Steve Schets
Steve Schets (né le 20 avril 1984 à Ninove, dans la province de Flandre-Orientale) est un coureur cycliste belge.

## Biographie
Steve Schets fait carrière essentiellement sur piste. Il obtient plusieurs titres de champion de Belgique. En 2006, il est champion d'Europe de l'américaine des moins de 23 ans avec Kenny De Ketele. En 2010, il est médaillé de bronze de cette discipline aux championnats du monde sur piste, avec Ingmar De Poortere.
En 2011, il obtient sa principale victoire sur route, la Handzame Classic. À la suite d'une chute qui lui cause une fracture du coude, il met fin à sa carrière en avril 2013,.

## Palmarès sur route

### Par années
- 1999
  - 2e du championnat du Brabant du contre-la-montre débutants
- 2001
  - 3e du Grand Prix Bati-Metallo
- 2004
  - Grand Prix de la ville de Vilvorde
  - 3e de Bruxelles-Zepperen
- 2005
  - 4e étape du Tour de Berlin
  - 4e étape du Tour de la province d'Anvers
  - 2e de Bruxelles-Zepperen
  - 3e de la Beverbeek Classic
  - 3e du championnat du Brabant flamand sur route espoirs
- 2006
  - 1re étape du Tour de Berlin
  - 3e de la Puivelde Koerse
- 2009
  - 3e de Gand-Staden
- 2010
  - 3e étape du Circuit des plages vendéennes
  - 2e du championnat du Brabant flamand sur route
- 2011
  - Handzame Classic
  - 3e du Dorpenomloop Rucphen
  - 3e de la Gooikse Pijl
- 2012
  - 3e de Grand Prix de la ville de Nogent-sur-Oise

### Classements mondiaux
| Année           | 2005 | 2006 | 2007 | 2008 | 2009 | 2010 | 2011 | 2012 |
| --------------- | ---- | ---- | ---- | ---- | ---- | ---- | ---- | ---- |
| UCI Europe Tour | 556e | 692e |      |      | 814e | 828e | 120e | 426e |

## Palmarès sur piste

### Championnats du monde
- Ballerup 2010
  -  Médaillé de bronze de l'américaine (avec Ingmar De Poortere)

### Coupe du monde
- 2005-2006
  - 3e de l'américaine à Moscou
- 2006-2007
  - 2e de l'américaine à Los Angeles

### Championnats d'Europe espoirs
- Fiorenzuola d'Arda 2005
  -  Médaillé d'argent de l'américaine espoirs
- Athènes 2006
  -  Champion d'Europe de l'américaine espoirs (avec Kenny De Ketele)

### Championnats nationaux
- 2000
  - 2e du championnat de Belgique du 500m débutants
  - 2e du championnat de Belgique de poursuite débutants
- 2001
  - 2e du championnat de Belgique de l'américaine juniors
  - 3e du championnat de Belgique de l'omnium juniors
  - 3e du championnat de Belgique du scratch juniors
  - 3e du championnat de Belgique de vitesse par équipes juniors
- 2003
  - 3e du championnat de Belgique de l'américaine
- 2004
  -  Champion de Belgique de la course aux points
  - 3e du championnat de Belgique de poursuite
  - 3e du championnat de Belgique du keirin
  - 3e du championnat de Belgique du scratch
- 2005
  -  Champion de Belgique de l'américaine (avec Kenny De Ketele)
- 2006
  -  Champion de Belgique du scratch
  -  Champion de Belgique de poursuite par équipes (avec Kenny De Ketele, Ingmar De Poortere et Tim Mertens)
  - 2e du championnat de Belgique de l'omnium
- 2008
  - 2e du championnat de Belgique de poursuite par équipes
  - 3e du championnat de Belgique du scratch
- 2009
  - 3e du championnat de Belgique du scratch
- 2010
  -  Champion de Belgique de l'américaine (avec Ingmar De Poortere)
  -  Champion de Belgique de poursuite par équipes (avec Kenny De Ketele, Ingmar De Poortere et Jonathan Dufrasne)
  - 2e du championnat de Belgique du scratch
  - 2e du championnat de Belgique de course aux points
- 2011
  - 2e du championnat de Belgique de l'américaine
  - 2e du championnat de Belgique de poursuite par équipes
  - 3e du championnat de Belgique du scratch
- 2012
  - 3e du championnat de Belgique de l'américaine
  - 3e du championnat de Belgique de course derrière derny
  - 3e du championnat de Belgique du scratch
- 2013
  - 3e du championnat de Belgique de l'américaine

### UIV Cup
- 2004-2005
  - 2e du classement final
  - UIV Cup Gand, U23 (avec Kenny de Ketele)
  - 2e de l'UIV Cup Amsterdam, U23 (avec Kenny de Ketele)
  - 2e de l'UIV Cup Munich, U23 (avec Kenny de Ketele)
  - 2e de l'UIV Cup Berlin, U23 (avec Kenny de Ketele)
  - 2e de l'UIV Cup Brême, U23 (avec Kenny de Ketele)
  - 3e de l'UIV Cup Copenhague, U23 (avec Kenny de Ketele)
- 2005-2006
  - UIV Cup Munich, U23 (avec Kenny de Ketele)